# Lori à joues bleues
Eos cyanogenia
Espèce
Statut de conservation UICN

 VU C2a(ii) : Vulnérable
Statut CITES
Le Lori à joues bleues (Eos cyanogenia) est une espèce d'oiseaux de la famille des Psittacidés.

## Description
Il mesure 30 cm de long. Son plumage est d'un rouge voyant, avec des épaules noires. L'iris est rouge, le bec rouge orangé et il a une tache violette derrière l'œil. Le dessous des ailes est rouge, devenant jaune puis noir aux extrémités. Il a une longue queue. Les deux sexes sont semblables.

## Distribution et habitat
Il peuple les forêts et les régions côtières des îles Biak, Numfor, Manim et Mios Num dans le golfe de Cenderawasih en Nouvelle-Guinée occidentale.

## Divers
Par suite de la disparition de son habitat et de sa chasse, il est considéré comme une espèce vulnérable.